# Sidi Chiker
Sidi Chiker  (in arabo سيدي شيكر‎?) è un centro abitato e comune rurale del Marocco situato nella provincia di Youssoufia, regione di Marrakech-Safi. Conta una popolazione di 20 658 abitanti (censimento 2014).